# ایستگاه پژوهشی هالی
ایستگاه پژوهشی هالی که توسط سازمان جنوبگان بریتانیا اداره می‌شود، بر روی یخ‌تاق برانت در جنوبگان واقع شده‌است، که بر روی دریای ودل شناور است.
در سال ۲۰۰۲ میلادی سازمان جنوبگان بریتانیا متوجه شد که پدیدهٔ یخزایی در حال وقوع است که می‌توانست به نابودی ایستگاه منجر شود. بلافاصله پس از آن، اقدام‌هایی برای طراحی ایستگاه جایگزینی انجام شد، که حاصل آن هالی ۶ بود. این ایستگاه نخستین ایستگاه پژوهشی کاملاً قابل جابجایی دنیا است؛ که از اجزایی رنگین تشکیل شده‌است که بر روی پایه‌های هیدرولیکی اسکی‌مانندی ساخته شده‌است.
ایستگاه هالی در سال ۱۹۵۶ میلادی گشایش یافته‌است و از آن برای مطالعهٔ جو زمین استفاده می‌شود. اندازه‌گیری‌های هالی منجر به کشف حفرهٔ ازون در سال ۱۹۸۵ میلادی شد.
این ایستگاه برای اولین بار از زمان راه اندازی(۱۹۵۶) در سال ۲۰۱۷ میلادی به علت طولانی شدن عملیات نجات ایستگاه که در اثر یخزایی انجام شده بود در طول زمستان غیر عملیاتی باقی ماند و هیچ داده‌ای ثبت نکرد و این فقدان اطلاعات ضربه بزرگی به تحقیقات دانشمندان محقق محیط زیست در سراسر جهان بود.
پایهٔ کنونی ششمین در ردیف سازه‌ها است و شامل عناصر طراحی است که برای غلبه بر چالش ساختن در یک قفسه یخی شناور بی آنکه توسط برف مدفون و درهم شکسته شود در نظر گرفته شده‌است. تا سال ۲۰۲۰، این پایگاه مانند از سال ۲۰۱۷ تا پایان زمستان بدون پرسنل باقی مانده‌است. این به دلیل نگرانی در مورد انتشار یک شکاف یخی و اینکه چگونه این امر ممکن است مسیر تخلیه را در مواقع اضطراری قطع کند بوده‌است. منطقه مهم حفاظت از پرندگان خلیج هالی با کلنی پنگوئن‌های امپراتور در مجاورت کلی این پایگاه قرار دارد.

## نگارخانه

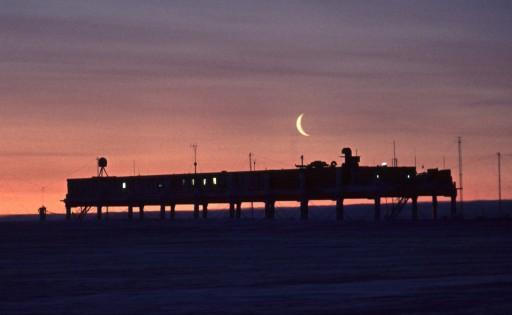
هالی ۵، زمستان ۱۹۹۹
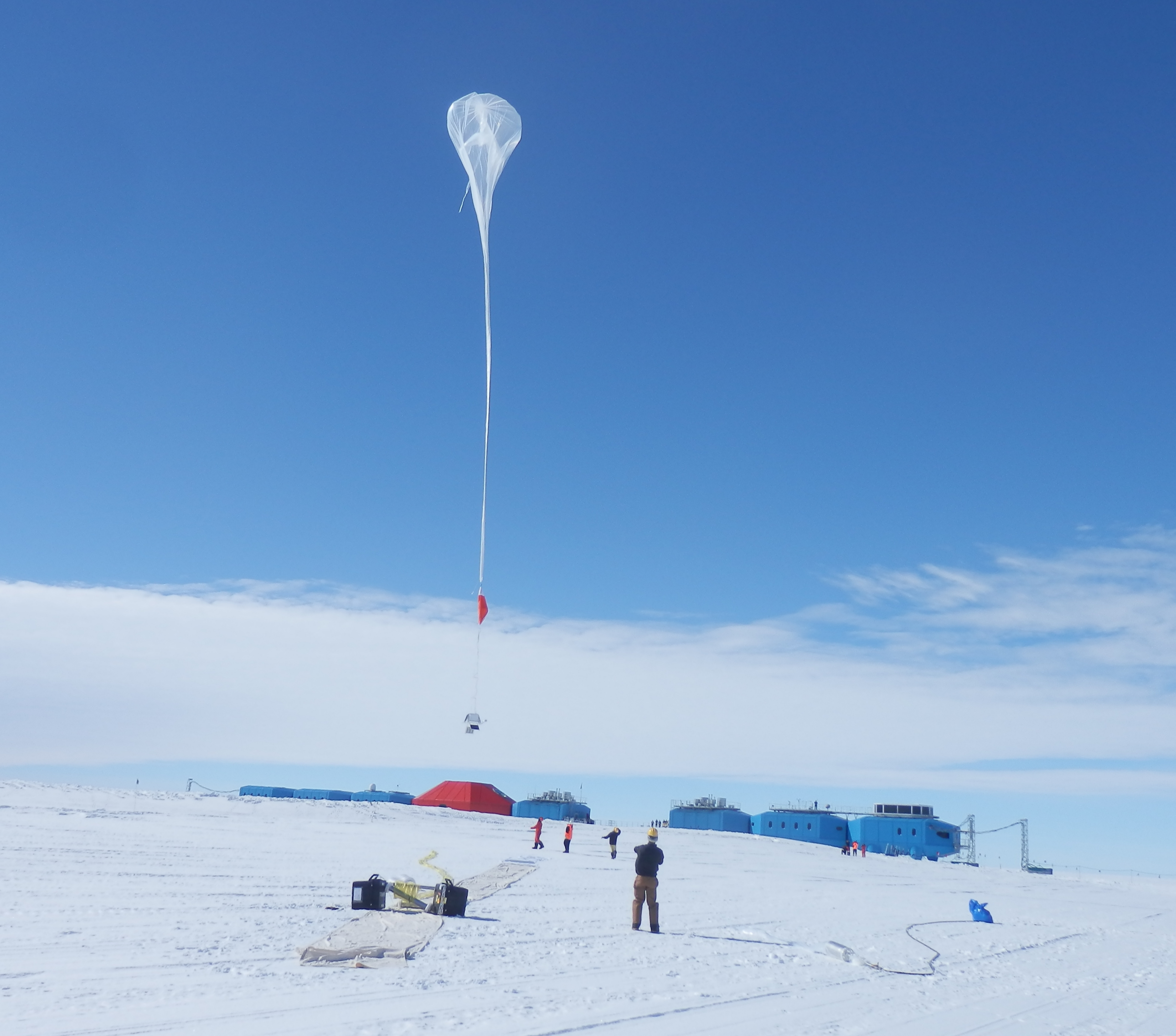
یک بالن ناسا در حال بالا رفتن در کنار ایستگاه تازه‌گشایش‌یافتهٔ هالی ۶ در ۲۰۱۳ میلادی